# Todiramphus tutus
Todiramphus tutus là một loài chim trong họ Alcedinidae.